# Río Juján
Río Juján är ett vattendrag i Ecuador. Det ligger i den centrala delen av landet, 230 km sydväst om huvudstaden Quito.